# Cheirogaleus minusculus
Cheirogaleus minusculus is een dwergmaki uit het geslacht der katmaki's (Cheirogaleus). De wetenschappelijke naam van de soort werd voor het eerst geldig gepubliceerd door Colin Groves in 2000.

## Kenmerken
Deze katmaki lijkt in kleur op de grote katmaki (C. major), maar heeft behaarde oren. Deze soort is, zoals de soortaanduiding minusculus al zegt, zeer klein, bijna net zo klein als de vetstaartkatmaki (C. medius). De tanden zijn klein, maar de derde kies is minder gereduceerd.

## Verspreiding
Deze soort is endemisch in Ambositra, op het centrale plateau van Madagaskar.